# マリエンタール
マリエンタール(アフリカーンス語: Mariental)は、ナミビアの都市。

## 概要
ナミビア南部に位置し、ハルダプ州の州都である。北274kmにある首都ウィントフックと南232kmにあるケートマンスフープとを結ぶ国道B1号や鉄道線・トランスナミブがこの街を通る。マリエンタールは乾燥した気候下にある小さな都市で、ナマ人が多く住む。
マリエンタール駅は1912年、ウィントフックとケートマンスフープとを結ぶ鉄道駅として建設された。1962年には近郊にナミビア最大のダムであるハルダプ・ダムが建設された。
ハルダプ・ダムの建設によって灌漑農業がさかんになり、ブドウや綿花などの栽培が行われるようになり、また牧畜もさかんとなった。

## 交通

### 鉄道
- トランスナミブ

### 道路
- 国道B1号